# Adebowale Adefuye

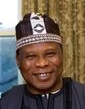
Adefuye durante uma visita à Casa Branca em 29 de março de 2010.

Adebowale Ibidapo Adefuye (Ijebu-Igbo, 1947 - 27 de agosto de 2015) foi um historiador e diplomata nigeriano.

## Carreira acadêmica
Nascido em Ijebu-Igbo, Adefuye frequentou a Universidade de Ibadan e terminou a graduação em 1969. Em 1973, obteve doutorado em história pela mesma instituição. Durante sua carreira acadêmica, Adefuye foi nomeado bolsista Fulbright  e usou os fundos para fazer pesquisas na Universidade Columbia, na Universidade do Norte da Flórida e na Universidade da Flórida. Adefuye lecionou na Universidade de Lagos, chefiando o departamento de história da escola de 1985 a 1987.

## Carreira diplomática
Ele foi nomeado embaixador na Jamaica de 1987até 1991. Durante esse período, Adefuye também atuou simultaneamente como embaixador em Belize e no Haiti. Além disso, também era vice alto-comissário do Reino Unido. Adefuye deixou o cargo para servir como vice-diretor da Comunidade das Nações por quatorze anos. Depois de deixar a Commonwealth, tornou-se consultor da Comunidade Econômica dos Estados da África Ocidental em 2008. O presidente Goodluck Jonathan nomeou Adefuye embaixador nos Estados Unidos em 2010. Durante seu mandato, Adefuye continuamente defendeu que os Estados Unidos fornecessem mais ajuda militar à Nigéria para combater efetivamente as forças do Boko Haram. Ele foi chamado de volta em 2015, depois que Muhammadu Buhari foi empossado como presidente da Nigéria.
Ele morreu na capital Washington em 27 de agosto de 2015,  de um ataque cardíaco.